# Treinongeval bij Duivendrecht
Het treinongeval bij Duivendrecht is een kop-staartbotsing op 30 mei 1971. De machinist van trein 862 reed door een stoptonend sein en reed achterop trein 296. Hierbij vielen 5 doden.

## Afbeeldingen van het ongeval

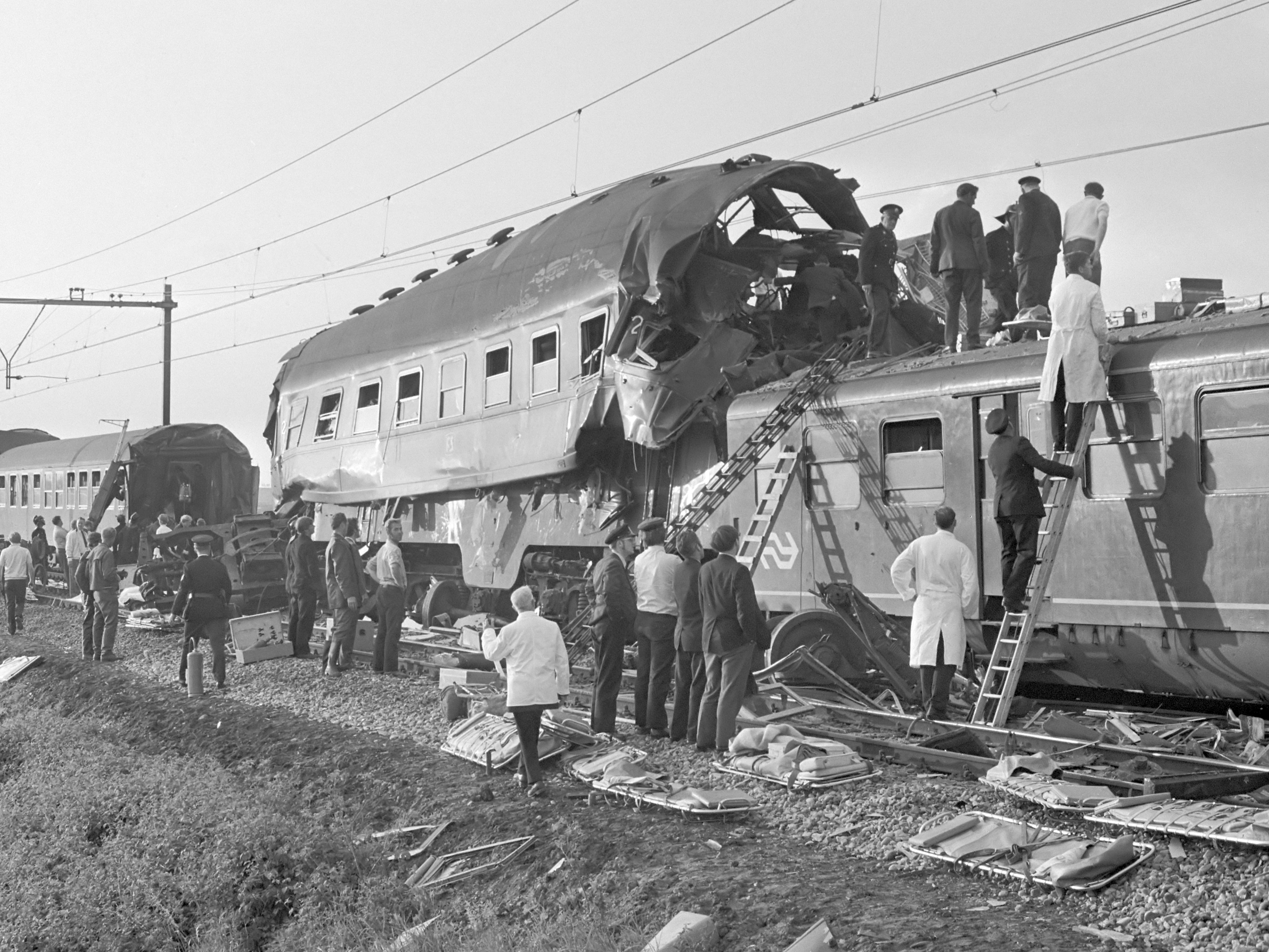
Hulpverleners proberen hulp te bieden
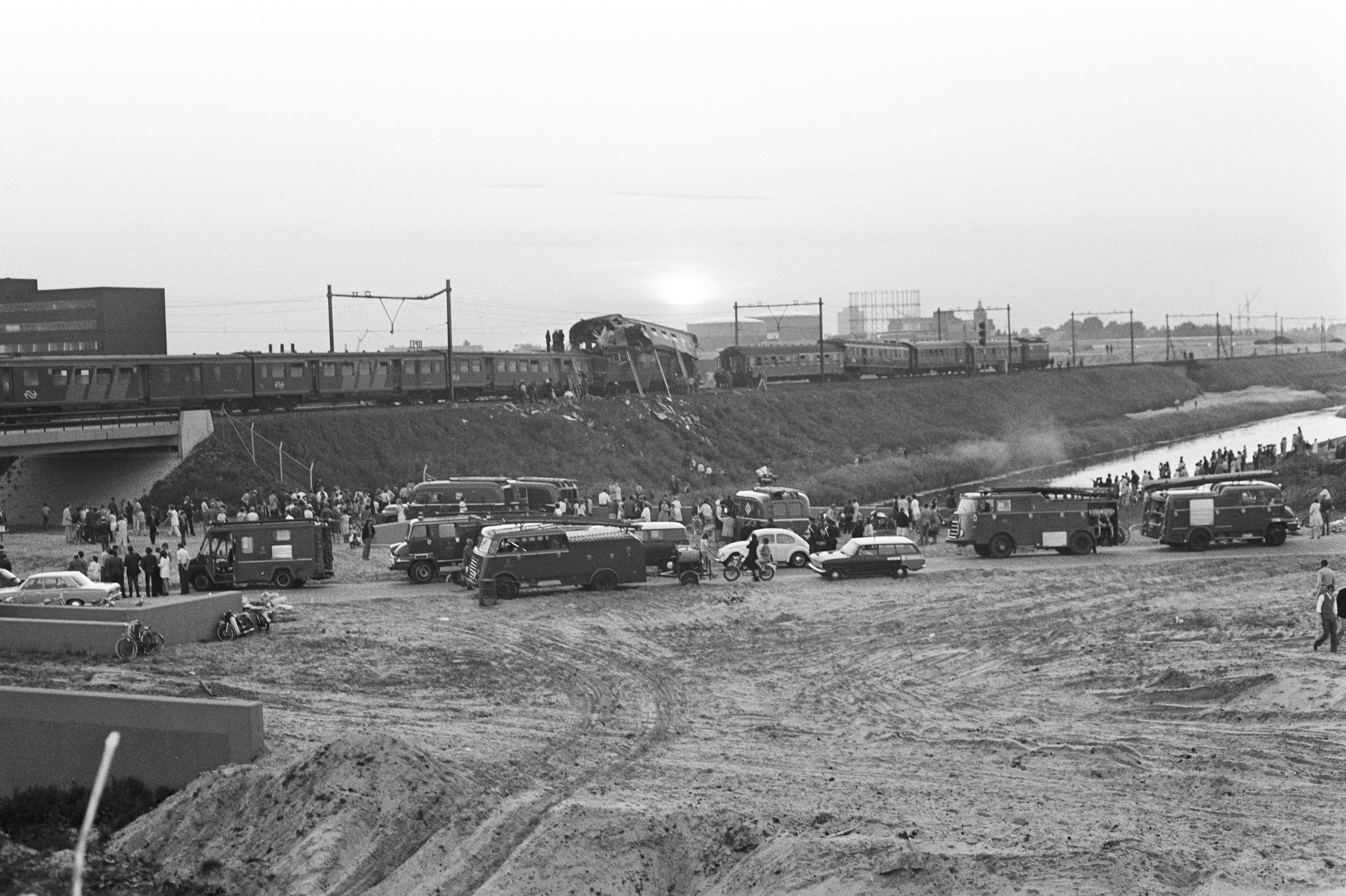
Overzichtsfoto
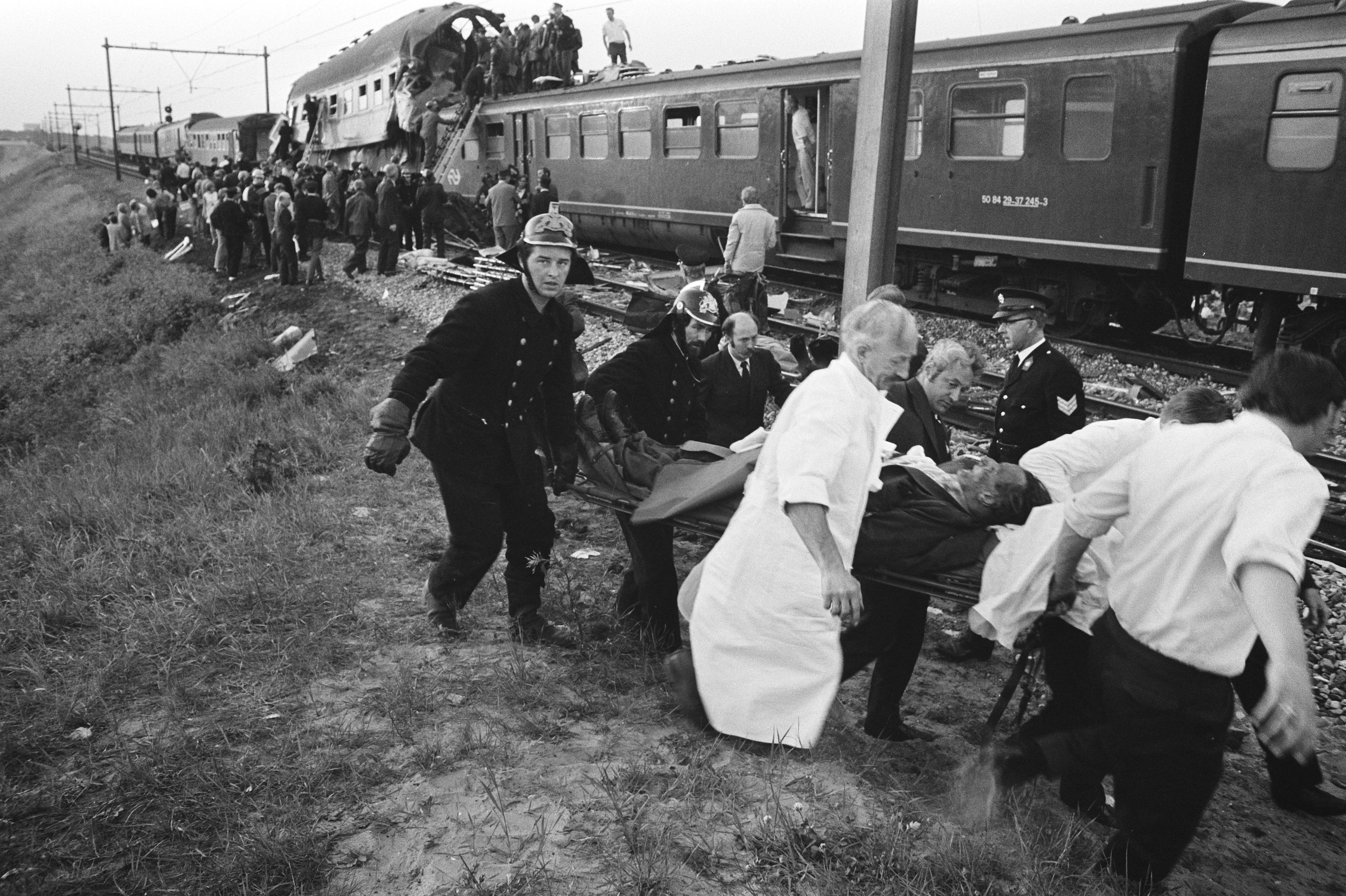
Reddingen